# Michel Zévaco
Michel Zévaco (1 februarie 1860 Ajaccio - 8 august 1918 Eaubonne) a fost un scriitor și ziarist francez, activist anti-clerical și anarhist, iar la în ultimii ani ai vieții s-a ocupat și cu regia de filme mute. 

## Biografie
S-a născut la Ajaccio pe data de 1 februarie 1860, în Corsica, Franța.  
Michel Zévaco și-a petrecut adolescența în internat, unde a obținut  bacalaureatul în 1878. După o scurtă experiență ca profesor la vârsta de 20 de ani, el s-a alăturat armatei, unde a rămas timp de patru ani. Eliberat de orice obligație militară, în iulie 1886, el s-a mutat la Paris. Atras de litere și politică, Michel Zévaco a devenit un jurnalist și sub-editor la ziarul "L’Egalité" sub dirijarea socialistului revoluționar Roques Jules.
Michel Zévaco a candidat fără succes în anul 1889 la alegerile pentru "Ligue socialiste de Roques." Datorită virulenței din cuvintele sale, în mijlocul atacurilor anarhiste, Michel Zévaco a fost condamnat de mai multe ori la închisoare, în Sainte-Pélagie. Spre exemplu, el a fost condamnat pe data de 6 octombrie 1892 de către "Curtea cu Juri de la Seine", unde a ținut un discurs la o întâlnire publică în Paris:
Burghezia ne omoară de foame, fură, ucide, dinamitează, toate mijloacele sunt bune pentru a scăpa de acest putregai."
În 1900, Michel Zévaco abandonează jurnalismul politic pentru a se dedica scrierii romanelor. Primul său roman a fost Păcatele familiei Borgia, publicat în jurnal de către Jean Jaurès în "La Petite République socialiste", (Micuța Republică socialistă). După marele succes obținut cu prima carte, Michel Zévaco creează pentru același jurnal, personajul Pardaillan.
În 1905, Michel Zévaco merge la ziarul "Le Matin" unde lucrează împreună cu Gaston Leroux. Între 1905 și 1918, scrie pentru "Le Matin" încă două romane, "Le Capitan" și continuarea ciclului "Cavalerii Pardaillan".
Pe durata primului război mondial, Michel Zévaco părăsește localitatea Pierrefonds și se stabilește la Eaubonne (Val-d’Oise). Michel Zévaco moare pe data de 8 august, în anul 1918, de o boală incurabilă, de cancer. El rămâne în amintirea tuturor ca un mare scriitor francez de romane populare.

## Opere publicate
Ciclul "Les Pardaillan" – Cavalerii Pardaillan:
- Cavalerii Pardaillan (1902/1907)
- Epopeea dragostei (1902/1907)
- Fausta (1903/1908)
- Fausta învinsă (1903/1908)
- Pardaillan și Fausta (1913)
- Iubirile lui Chico (1913)
- Fiul lui Pardaillan (1914/1916)
- Comoara Faustei (1914/1916)
- Sfârșitul lui Pardaillan (1926)
- Sfârșitul Faustei (1926)

Alte lucrări:
- Crimele familiei Borgia (1906)
- Capitanul (1907)
- Nostradamus (1909)
- Puntea Suspinelor (4 volume)
- Eroina (1910)
- Triboulet (1910)
- Hotel Saint-Pol (1911)
- Marchiza de Pompadour (volumul I) și Rivalul regelui (volumul al II-lea)
- Buridan, eroul de la Tour de Nesle (volumul I) și Regina sângeroasă, Margareta de Burgundia (volumul al II-lea)
- Don Juan și Comandorul
- Regina Isabela (volumul I) și Podul de Montereau (volumul al II-lea)
- Clericii (1920)
- Regina d'Argot (volumul I) și Primerose (volumul al II-lea)
- Marile aventuri (volumul I) și Doamna în alb, doamna în negru (volumul al II-lea)
- Florile Parisului (1921)
- Prințesa Rayon d'Or
- Cavalerul Regelui
- Dragoste și ură
- Cavalerul Passavant
- Contele de Montauban
- Regele Cerșetorilor

## Filmografie
- 1918 Déchéance
- 1923 Buridan, le héros de la Tour de Nesle
- 1937 Nostradamus
- 1940 Ponte dei sospiri
- 1946 Le Capitan
- 1952 Sul ponte dei sospiri
- 1952 Buridan, héros de la tour de Nesle
- 1956 Cavaleiro de Pardaillan (Serial TV)
- 1960 Căpitanul (Le capitan)
- 1962 Cavalerul Pardaillan (Le chevalier de Pardaillan), regia Bernard Borderie
- 1964 Îndrăznețul Pardaillan (Hardi Pardaillan!), regia Bernard Borderie
- 1964 Podul suspinelor (Ponte dei sospiri)
- 1969 A Ponte dos Suspiros (Serial TV)
- 1981 Los Pardaillan (Serial TV)
- 1988 Le Chevalier de Pardaillan (Serial TV)
- 1997 Pardaillan

1. ↑  Cimetières de France et d'ailleurs
2. ↑  Autoritatea BnF, accesat în 10 octombrie 2015
3. ↑  CONOR.SI[*] Verificați valoarea |titlelink= (ajutor)